# Homalium guianense
Homalium guianense là một loài thực vật có hoa trong họ Liễu. Loài này được (Aubl.) Oken mô tả khoa học đầu tiên năm 1841.